# Banco Auxiliar
Banco Auxiliar S/A foi um banco com sede no estado de São Paulo de propriedade da família Bonfiglioli também sócios da CICA.

## História

### Antecedentes
Aberta em 1928, a Casa Bancária Alberto Bonfiglioli era o braço financeiro do grupo aduaneiro do Comendador Alberto Bonfiglioli.
Em setembro de 1941 o Ministério da Fazenda recebeu um pedido de Bonfiglioli para cancelar a carta-patente da Casa Bancária Alberto Bonfiglioli. O pedido foi aceito e Bonfiglioli passou a trabalhar na formação de outra instituição bancária.  
Ainda assim, o futuro Banco Auxiliar ostentava na fachada em sua sede "fundado em 1928".

### Criação do Banco Auxiliar

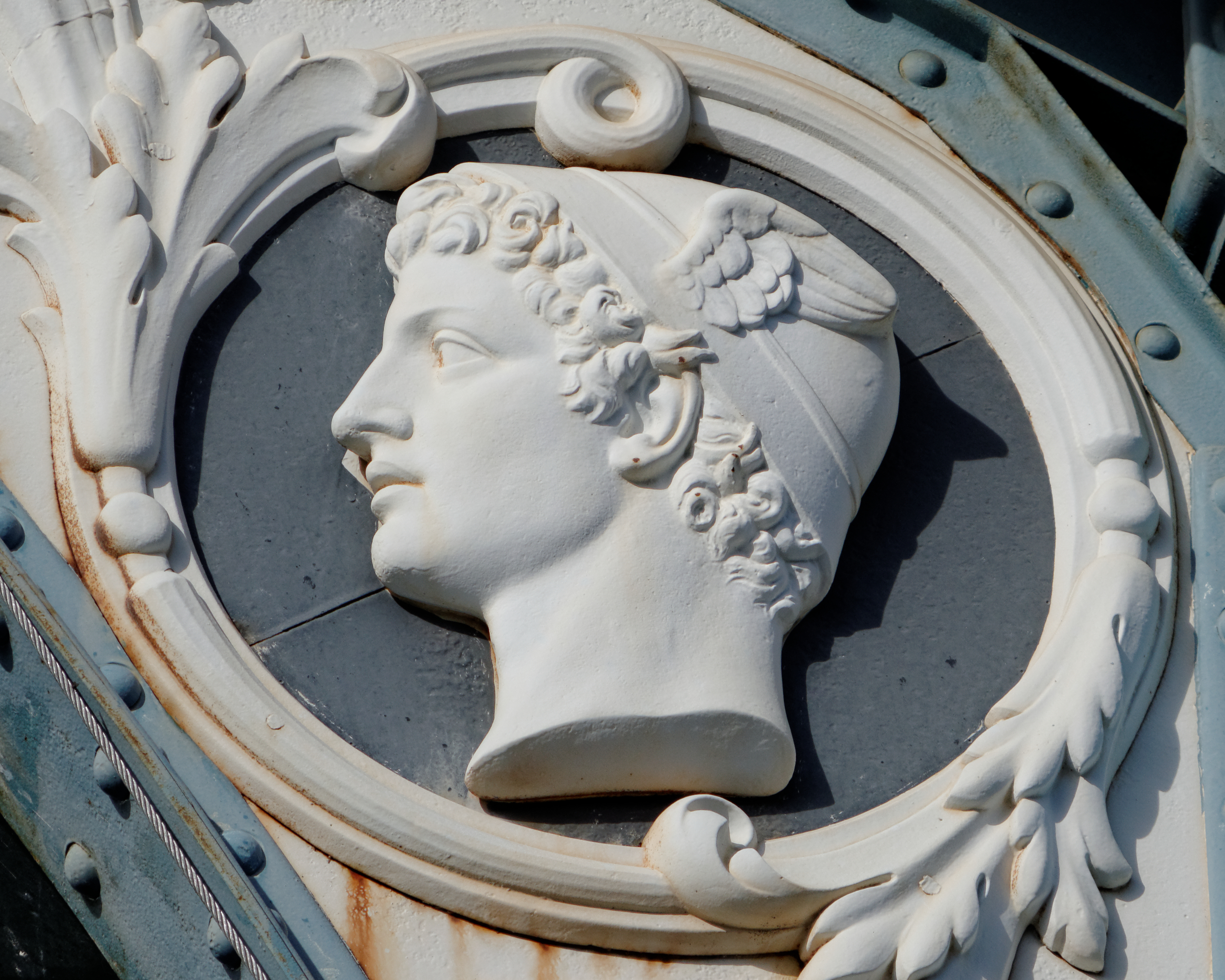
Éfige de Mercúrio no Mercado de Dijon. O Banco Auxiliar adotou a efígie de Mercúrio como marca entre 1943 até o final dos anos 1970.

Classificado pela Delegacia de Ordem Política e Social de São Paulo como militante fascista, Bonfiglioli criou uma nova instituição bancária. A nova empresa surgiu pouco antes da declaração de guerra do Brasil ao Eixo. 
Evitando a associação da nova empresa com a Itália (o que era proibida pela legislação anti-eixo), batizou a nova instituição de "Banco Auxiliar de São Paulo".  
Bonfiglioli escolheu a éfige de Mercúrio como marca para o novo banco ladeada pela frase em latim Auxilium Ad Incrementum (ajuda para o crescimento). Em 1916 ele se formou em um curso comercial como Guarda-Livros na Academia Comercial Mercúrio em São Paulo.
Aberto em dezembro de 1942 através da carta-patente nº 2780 de 24 de dezembro de 1942, o Banco Auxiliar era constituído por acionistas brasileiros e detinha um capital inicial de 2,5 milhões de cruzeiros. 
Ainda assim, o governo brasileiro passou a fiscalizar intensamente as atividades do banco até o final da guerra, liberando paulatinamente a venda de títulos da dívida pública (1944), a operação de câmbio e aumento de capital (1945) e a abertura de uma agência em Jundiaí (onde ficava a CICA, empresa onde Bonfiglioli tinha participação acionária majoritária). 
Em 1953 o Auxiliar abriu sua primeira agência no Rio de Janeiro. O banco crescia lentamente e era apenas o 39º maior do Brasil em volume de depósitos em 1959.Com a inauguração de Brasília, o Auxiliar pleiteia e consegue autorização para a abertura de uma agência na cidade. A agência de Brasília foi aberta em abril de 1962, tendo um painel do artista Aldo Locatelli exposto permanentemente em seu saguão. A exposição de murais de artistas plásticos consagrados era comum em suas agências, com obras de Clóvis Graciano, Fulvio Pennacchi, entre outros. A paixão de Bonfiglioli pelas artes fez com que mais tarde sua família criasse a "Galeria Alberto Bonfiglioli".
O lento crescimento do Auxiliar e sua gestão austera chamaram a atenção dos concorrentes que ofereceram propostas de aquisição, todas recusadas por Bonfiglioli. Houve um tímido movimento de expansão do Auxiliar em 1966 quando adquiriu o Banco de Valença. Ainda assim o Auxiliar era o 38º maior banco do país.
Ao falecer em 1967, Alberto Bonfiglioli deixou o Auxiliar com 67 agências em São Paulo, Guanabara, Distrito Federal e Rio Grande do Sul e depósitos acumulados em mais de 100 milhões de cruzeiros novos. Após sua morte, assumiu a direção do Auxiliar seu filho Rodolfo (Rudi) Marco Bonfiglioli.

### Primeira Expansão
Rudi Bonfiglioli era então o mais jovem banqueiro do país e acompanhava o pai Alberto na administração do Banco Auxiliar. Após a morte do pai, reunificou a gestão das empresas criadas por seu pai e formou a Corporação Bonfiglioli em 1967. Das empresas formadoras, o Banco Auxiliar era a maior delas.
Incentivado pela Reforma Bancária de 1964-67, o Auxiliar iniciou um movimento agressivo de crescimento, com a incorporação de cinco bancos entre 1965 e 1969:
| Instituições incorporadas ao Banco Auxiliar de São Paulo | Instituições incorporadas ao Banco Auxiliar de São Paulo | Instituições incorporadas ao Banco Auxiliar de São Paulo | Instituições incorporadas ao Banco Auxiliar de São Paulo  | Instituições incorporadas ao Banco Auxiliar de São Paulo | Instituições incorporadas ao Banco Auxiliar de São Paulo |
| Ano                                                      | Empresa                                                  | Sede                                                     | Direção                                                   | Agências                                                 | Atuação                                                  |
| -------------------------------------------------------- | -------------------------------------------------------- | -------------------------------------------------------- | --------------------------------------------------------- | -------------------------------------------------------- | -------------------------------------------------------- |
| 1965                                                     | Banco do Comércio de Café S/A                            | Rio de Janeiro                                           | Domingos Marques Amador Craveiro Fernando Rezende Marques | 6                                                        | Guanabara e Minas Gerais                                 |
| 1966                                                     | Banco de Valença S/A                                     | Valença                                                  | N/D                                                       | N/D                                                      | Rio de Janeiro                                           |
| 1967                                                     | Banco da Independência S/A                               | São Paulo                                                | Antranik Kissajikian                                      | N/D                                                      | São Paulo                                                |
| 1968                                                     | Banco da Cidade de Campinas S/A                          | Campinas                                                 | Adolfo Milani                                             | N/D                                                      | São Paulo                                                |
| 1969                                                     | Banco Comercial do Nordeste S/A                          | Salvador                                                 | Orlando Gomes                                             | 42                                                       | Bahia                                                    |

O período de expansão do Auxiliar terminou por volta de 1971, com a direção do banco optando por agir de forma cautelosa diante do Crash de 1971, Crise do Petróleo e da crise e falência do Banco Halles. Assim, o Auxiliar passou toda a década de 1970 estagnado enquanto seus concorrentes renovavam agências, marcas e apostavam nos clientes do varejo. Em novembro de 1975 o Bamerindus demonstrou interesse em adquirir o Auxiliar, porém o negócio não foi adiante, com o Auxiliar preferindo ingressar no consórcio Brasilinvest. Naquele ano (1975) o Auxiliar contava com 120 agências.

### Segunda Expansão
O período de estagnação foi rompido em 1979, quando o Auxiliar finalmente renovou sua marca e contratou o escritório de João Carlos Cauduro para criar uma nova marca. A sede do banco na Rua Boa Vista foi reformada com base em um projeto do arquito Ziegbert Zanettini, enquanto as demais agências da rede passavam por reformas para atrair clientes.
Ao mesmo tempo, Rudi Bonfiglioli determinou que o Auxiliar deveria crescer à qualquer custo, para concorrer com os bancos de varejo tradicionais. Naquele momento o Auxiliar era um banco de atacado, com pouquíssimos clientes e captava recursos quase que exclusivamente no Open market. Como garantia para os riscos dessa estratégia, Bonfiglioli apresentou a Corporação Bonfiglioli (com mais de quarenta empresas, incluindo a CICA) como garantia da solidez do Auxiliar. Uma das primeiras etapas do plano de crescimento do Auxiliar foi realizar uma oferta agressiva de serviços e empréstimos, enquanto o superintendente do banco foi substituído por um grupo de gerentes de confiança de Rudi. Em janeiro de 1981 o balanço parcial do Auxiliar registrou um aumento de 60,2% no número de depósitos em relação ao ano anterior.
O Auxiliar se juntou aos bancos América do Sul e Mercantil do Brasil para auxiliar a caderneta de poupança Delfin a captar clientes entre os correntistas desses bancos. Ao mesmo tempo, o Auxiliar procurava adquirir cartas-patente de instituições especializadas em cadernetas de poupança para ampliar sua participação nesse mercado.  
Em 1981 o Auxiliar passou a oferecer um "cheque-especial" de 1 milhão de cruzeiros, provocando protesto dos demais bancos que alegavam ser de 50 mil cruzeiros o limite legal máximo para o cheque especial. O Auxiliar alegou que cumpria a legislação ao oferecer o cheque especial de 50 mil cruzeiros e para alguns clientes oferecia um crédito suplementar de 950 mil cruzeiros, totalizando 1 milhão de cruzeiros. Por não ver ilegalidade, o Banco Central arquivou uma investigação sobre o caso.
Em agosto de 1981 era o 7º maior banco do país, superando o Bamerindus, Econômico e o Comind. No ano seguinte o Auxiliar foi autorizado a negociar ouro pela Bolsa de Mercadorias e Futuros (BM&F) e ainda estudava entrar no consórcio que estava adquirindo o controle do Projeto Jari. O crescimento agressivo do Auxiliar fez com que das quinhentas maiores empresas do Brasil em 1984, cerca de 75% tinham contas ativas e ou negócios com o Auxiliar.

### Crise
Para diversificar investimentos, o Auxiliar passou a emprestar recursos em grande escala para empresas, inclusive as que se encontravam em estado de concordata (com alto risco de inadimplência). O alto volume de empréstimos concedidos colocou o Auxiliar como o terceiro maior credor de empresas concordatárias do Brasil em 1982, com 2,18 bilhões de cruzeiros, atrás apenas de instituições maiores como o Banco do Brasil (3,29 bilhões de cruzeiros) e o Bank of America (3,39 bilhões). Ao mesmo tempo, as empresas do Conglomerado Bonfiglioli (principalmente a CICA) contraíram grandes empréstimos no mercado e indicaram o Auxiliar como avalista dessas operações.
Alguns dos maiores empréstimos foram feitos para os grupos Albornoz de 330 bilhões de cruzeiros, Centralsul (Central das Cooperativas de Produtores Rurais do Rio Grande do Sul) de 180 bilhões de cruzeiros, Atalla de 125 bilhões de cruzeiros e Sunaman de 300 bilhões de cruzeiros. O lanifício Albornoz, por exemplo, era o maior do Brasil e possuía uma dívida em moeda estrangeira. Considerando sua posição de mercado (em 1982 havia a perspectiva do Albornoz exportar 20 milhões de dólares em lã), seus credores esboçaram um plano de recuperação da empresa. O Auxiliar era o menor credor do lanifício, porém resolveu apresentar uma proposta própria de recuperação da empresa e assumiu sua direção. Tida por irreal pelo mercado, a proposta foi aplicada pelo Auxiliar (empregando a Cica Trade como agente exportador) e fez com que em pouco tempo a dívida do Albornoz com o Auxiliar passasse de 1 milhão de dólares para 33 milhões de dólares. Dessa forma, o banco Auxiliar passou a ser o maior credor do lanifício Albornoz. Posteriormente o empresário Dilney Albornoz condenou o plano de recuperação de sua empresa dirigido pelo Auxiliar e alegou que a intenção do banco era levar o lanifício a um pedido de falência. Segundo Albornoz, a dívida do lanifício com o Auxiliar crescia a um bilhão de cruzeiros por dia em abril de 1985. O descontrole sobre os empréstimos concedidos levou o Auxiliar a ser multado pelo Banco Central e pelo Poder Judiciário.
Com uma participação pequena em cadernetas de poupança em relação aos demais bancos do mercado (que aproveitavam a quebra da caderneta de poupança Delfin no início de 1983 para angariar novos clientes), o Auxiliar tencionou comprar as cartas-patente de poupança do Banco Sulbrasileiro para ampliar sua participação. O negócio acabou não sendo efetuado. No início de 1985 o Auxiliar havia caído no ranking dos maiores bancos do país em número de depósitos, passando do 9º para o 14º lugar.
Em fevereiro de 1985 o Sulbrasileiro acabou liquidado por insolvência pelo Banco Central. O Auxiliar acabou adquirindo cartas-patente de empresas menores de cadernetas de poupança entre 1984 e o início de 1985 e passou a crescer vertiginosamente nesse tipo de aplicação. A aquisição de muitas cartas-patente em pouco tempo demandou grande investimento, deixando o Auxiliar endividado. A quebra dos bancos Sulbrasileiro e Brasilinvest (onde o Auxiliar tinha ações) acabou gerando uma crise no mercado financeiro. Com um passivo a descoberto considerável, o Auxiliar passou a demitir funcionários (cerca de três mil em abril de 1985) e a fechar agências. Em abril de 1985 começaram a circular os primeiros boatos sobre o banco estar "quebrado". No início de maio o Sindicato dos Bancários de Brasília anunciou abertamente em seu jornal interno a iminente liquidação extra-judicial do Banco Auxiliar. Apesar da negativa de sua direção, o Auxiliar enfrentava crise de liquidez (ao lado dos bancos Comind e Maissonave) e conseguiu um empréstimo da União entre 800 a 850 bilhões de cruzeiros para regularizar sua situação.
Após o banco assumir problemas de liquidez e receber o empréstimo da União, foi desencadeada uma fuga de capitais que forçou o Auxiliar a lançar campanhas publicitárias tentando recuperar a credibilidade. Além disso, o capital do banco foi quintuplicado através de uma emissão de novas ações. A crise do Auxiliar comprometeu o lançamento de ações para aumento de capital da CICA.

### Liquidação
Em 19 de novembro de 1985, em uma reunião de emergência, o Conselho Monetário Nacional aprovou o pedido do Banco Central para a liquidação extrajudicial do Banco Auxiliar por ter um passivo a descoberto de 1,3 trilhão de cruzeiros.
Segundo o Banco Central, o Auxiliar emprestou para empresas em processo de falência e até mesmo sem exigir garantias. Além disso, o auxiliar foi flagrado praticando operações de "troca de chumbo" (empréstimos com juros favoráveis e triangulados entre instituições com ligações entre si).  
O Auxiliar também atuou como avalista de empréstimos de empresas Corporação Bonfiglioli, principalmente a CICA.
A liquidação do Auxiliar levou a CICA a pedir concordata no dia seguinte.
O Sindicato dos Bancários do Rio de Janeiro defendeu a salvação do banco através de sua estatização. No entanto, o governo federal foi irredutível no pedido de liquidação por conta de o Auxiliar ter poucos correntistas e um passivo a descoberto muito alto. Além disso, a proposta de salvação contrastava com a imagem transmitida pelo próprio Auxiliar de ser um banco de elite, cujo dono (Rudi) era conhecido na imprensa por gastar milhões de dólares em safáris na África e na Índia, em festas luxuosas em seus dois palacetes (São Paulo e Brasília-onde o casal Bonfiglioli recebeu em festas autoridades e empresários como o presidente do Brasil João Figueiredo, o ex-ministro e dono do Banco Econômico Ângelo Calmon de Sá, o então presidente da Fiesp Luís Eulálio de Bueno Vidigal Filho  entre outros) em exposições e Vernissages na Galeria de Artes Bonfiglioli e no seu haras premiado enquanto o Auxiliar emprestava dinheiro de forma descontrolada para empresas concordatárias e era usado para financiar as operações da CICA. Segundo a apuração do Banco Central, a CICA abriu nove escritórios de exportação da Cicatrade no exterior, sendo todos deficitários e financiados pelo Auxiliar. Um deles, na Nigéria, foi encerrado quando o sócio de Bonfiglioli (um general do exército local) foi condenado à morte e enforcado após o Golpe de Estado na Nigéria em 1983. A Cicatrade Argentina, aberta em 1982, acumulava prejuízos de 15 milhões de dólares cobertos pelo Auxiliar (que também era avalista de empréstimos junto aos bancos locais).
A solução encontrada pelo Banco Central foi a intervenção na Corporação Bonfiglioli, o levantamento de seus bens e a comercialização destes para quitar o que fosse possível das dívidas. Assim, por ação do Banco Central, a CICA foi vendida ao Grupo Ferruzzi em fevereiro de 1987.